# Martin Wehrmann (Sprecher)
Martin Wehrmann (* 1965) in Bremen ist ein Sprecher im Bereich Film, Funk und andere Medien. 

## Beruflicher Werdegang
Martin Wehrmanns Laufbahn als Sprecher begann 1991 mit einem Studentenjob als Radiomoderator bei einem jungen Privatsender in Berlin. Nach seinem Universitätsabschluss als Diplom-Volkswirt absolvierte er eine dreijährige private Schauspiel- und Sprecherausbildung bei Guenter Hanke.
Von 1995 bis 1996 arbeitete er als Radiomoderator beim RBB, von 1996 bis 2008 als Voice und Kommentarstimme bei Sat.1, gründete sein eigenes Studio und spezialisiert sich auf standortunabhängiges Arbeiten. Wohl als erster Sprecher in Deutschland arbeitet er für ein tägliches TV-Magazin vom eigenen Home-Studio aus.
Wehrmann wurde Station-Voice für diverse Radiostationen im Bundesgebiet, ist tätig als Stimme in zahlreichen Hörspielen und als Werbe- und Off-Sprecher bei unterschiedlichen Produktionen für Kino, Web, TV und Radio.
1998 erwarb er, zusammen mit anderen, an der dänischen Ostseeküste einen Bauernhof, der zu einem Kultur- und Kurscenter ausgebaut wurde. Von 1998 bis 2006 war er dort geschäftsführender Gesellschafter und weiterhin freier Mediensprecher.
2006 trennte er sich von dem Unternehmen in Dänemark, zog wieder nach Berlin und wirkte bei der Initiierung einiger Kulturprojekte mit, die ihn unter anderem in die Sophiensäle und in den Grünen Salon der Berliner Volksbühne führten. Auch heute arbeitet er zum größten Teil vom eigenen Studio aus und leiht seine Stimme vielfältigen Projekten.
Gegenwärtig arbeitet Wehrmann parallel zum Sprechen als ehrenamtlicher Betreuer im Bereich der Vermögenssorge. Er lebt in Berlin.

## Projekte
Seit 2018 spricht er für das Bohemian Browser Ballett. Hörspiele und Hörbücher mit Wehrmann als Sprecher sind u. a. erschienen im Argon Verlag, bei Steinbach Sprechende Bücher und bei Audible. Außerdem spricht er für Unternehmen wie Apple, BASF, Daimler, Studiosus Reisen und Die Zeit.
Häufig findet man seine Stimme in Imagefilmen mit Bezug zu den Themen Umweltschutz und Nachhaltigkeit wie zum Beispiel für die internationale Wanderausstellung „Ocean Plastics Lab“, für „Der Grüne Punkt“. und „Neue Wege für Berlin e.V.“
Während der 1980er-Jahre tourte Wehrmann mit dem Musik- und Entertainment-Trio „Ad Absaudum“ durch zahlreiche Clubs in Norddeutschland (Klavier, Blues-Harp, Moderation und Gesang). Anfang der 1990er-Jahre saß er für die „Malles Diven“ (Karsten Golbeck und Ruth Müller) am Klavier. In den 2000er-Jahren war er Sänger und Gitarrist der Band „The Tall People“.  Seit 2010 initiiert er gemeinsam mit Tina Ensikat und dem Schweizer „Theater Konstellationen“ die Literaturlesereihe „Hätte Klappen Können“ in den Berliner Sophiensälen, später die Talentshow „Patente Talente“ im Grünen Salon der Berliner Volksbühne.